# Samsara (filme)
Samsara é um documentário de 2011, dirigido por Ron Fricke e produzido por Mark Magidson, sendo o sucessor de Baraka (1992), outro documentário do mesmo gênero. Samsara foi filmado durante cinco anos em 25 países, no formato analógico em 70 mm e convertido ao formato digital. O filme, apesar de ser considerado documentário, possui um estilo experimental, uma "meditação guiada não-verbal". Existem outros filmes desse gênero, que tiveram início com Koyaanisqatsi, o primeiro da trilogia Qatsi, de Godfrey Reggio.

## Sinopse
Expandindo temas desenvolvidos em Baraka (1992) e Chronos (1985), Samsara explora as maravilhas naturais e os sofrimentos de nosso mundo, desde o mundano ao divino, procurando adentrar à insondável espiritualidade e experiência humana. Aborda também os horrores e violências criadas pela humanidade. Como bem afirma o Dalai Lama Tenzin Gyatso: "Samsara é a mente voltada pra fora, perdida em suas projeções; Nirvana é a mente voltada pra dentro, reconhecendo sua verdadeira natureza.” Diferente de um documentário tradicional ou um filme de viagem, Samsara assume a forma de uma meditação guiada não-verbal.

## Localidades
Samsara foi gravado em aproximadamente uma centena de localidades em 25 países. Alguns locais são: Arábia Saudita, Angola, Brasil, China, Coreia do Sul, Dinamarca, Egito, Emirados Árabes Unidos, Estados Unidos, Etiópia, França, Filipinas, Gana, Honcongue, Índia, Indonésia, Israel/Palestina, Itália, Japão, Jordânia, Mali, Mianmar, Namíbia, Tailândia e Turquia.
As localidades Brasileiras do filme são a Capela Divino Salvador, a Estação Sé e a favela de Paraisópolis, ambos em São Paulo.